# Nebbiolo

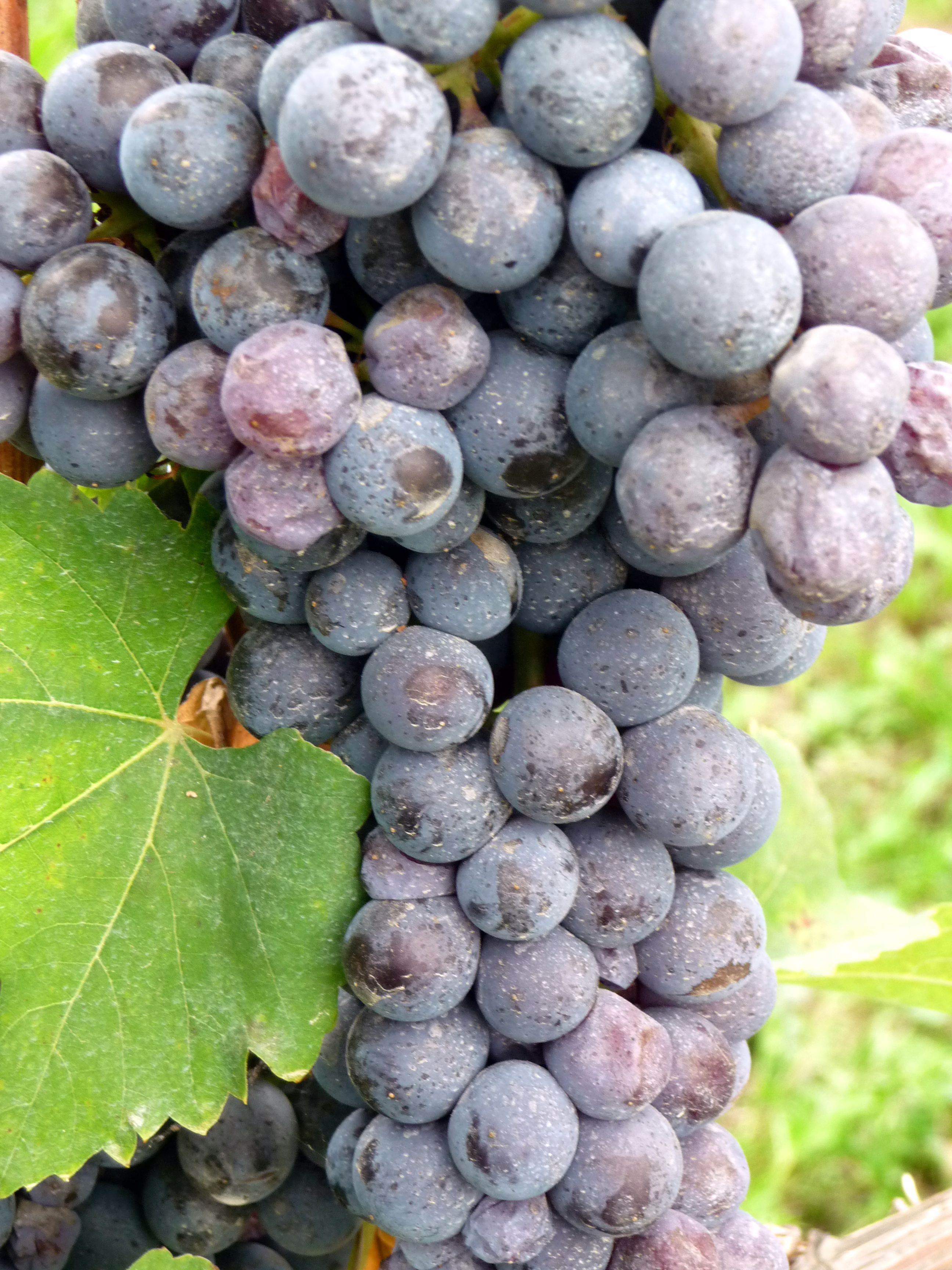
Một chùm nho Nebbiolo.

Nebbiolo (tiếng Ý), hoặc Nebieul (tiếng Piemonte) là một loại nho đỏ chủ yếu được liên tưởng đến khu vực Piemonte vùng gốc của nó, mà nó để sản xuất rượu vang Denominazione di Origine Controllata (DOCG) Barolo, Barbaresco, Roero, Gattinara và ghemme. Nebbiolo được cho là lấy tên từ Nebbia, từ Ý này có nghĩa là "sương mù". Trong thời gian thu hoạch, mà thường diễn ra vào cuối tháng Mười, sương mù phủ dày đặc tại khu vực Langhe nơi có nhiều vườn nho Nebbiolo. Những giải thích khác đề cập đến bức màn trắng đục như sương mù phủ lên các quả nho khi nó đủ "già" để thu hoạch, hoặc có lẽ cái tên có nguồn gốc từ chữ nobile, từ tiếng Ý, có nghĩa là cao quý. Nebbiolo sản xuất rượu vang màu đỏ nhẹ màu mà có nhiều tannin khi nho còn trẻ với mùi hương của hắc ín và hoa hồng. Khi rượu để lâu, chúng mang một màu gạch cam đặc trưng ở vành ly và lúc trưởng thành để lộ hương thơm và hương vị khác: chẳng hạn như hoa tím, hắc ín, thảo mộc hoang dã, anh đào, quả mâm xôi, nấm cục, thuốc lá, và mận. Rượu vang Nebbiolo có thể đòi hỏi nhiều năm lão hóa để cân bằng tannin với các đặc tính khác.